# Néos Kseriás
Néos Kseriás (Neos Kserias) är en ort i Grekland.   Den ligger i prefekturen Nomós Kaválas och regionen Östra Makedonien och Thrakien, i den nordöstra delen av landet, 300 km norr om huvudstaden Aten. Néos Kseriás ligger 23 meter över havet och antalet invånare är 468.
Terrängen runt Néos Kseriás är platt åt sydost, men åt nordväst är den kuperad. Runt Néos Kseriás är det ganska glesbefolkat, med 47 invånare per kvadratkilometer. Närmaste större samhälle är Xánthi, 19,5 km nordost om Néos Kseriás. Trakten runt Néos Kseriás består till största delen av jordbruksmark.